# Departamento de Patrimônio Histórico Artístico e Cultural do Estado do Pará
O Departamento de Patrimônio Histórico Artístico e Cultural (DPHAC) é o órgão do Estado do Pará responsável pelas ações relacionadas ao patrimônio histórico, artístico e cultural em nível estadual. É um setor da Secretaria de Cultura (SeCult).

## História
A preservação em nível estadual do patrimônio cultural paraense se iniciou nos anos 1970, com a criação da então Secretaria de Estado de Cultura, Desporto e Turismo (SECDET), pela Lei n° 4589, de 18 de novembro de 1975. A oficialização de um órgão específico para o patrimônio cultural aconteceu nos anos em 20 de dezembro de 1990, com a Lei n° 5.629, que criou o DPHAC e também descreveu os procedimentos legais para a preservação do patrimônio no Pará, "incluindo os procedimentos para o tombamento, análise de procedimentos, penalidades em caso de danos ao patrimônio, dentre outras medidas protecionistas". Apesar da dedicação de seu corpo técnico efetivo, após seu reconhecimento legal, o DPHAC passou por um período de “limbo administrativo”: sem apoio e com parcos recursos.
Entre suas atribuições estão "ações educativas, visando sensibilizar e despertar o sentimento de pertença na comunidade sobre a preservação; [...] pesquisa, em processos de tombamento de bem material e de registro de bem imaterial, além de inventários; e [...] análise de projetos, orientação de serviços arquitetônicos e fiscalização".
Dentre as ações realizadas no primeiro semestre de 2019, estão:
- Vistoria de 39 dos 47 prédios históricos tombados pelo estado no município de Belém,
- Análises nos municípios de Vigia, São Miguel do Guamá e Bragança, e
- Programa de educação patrimonioal "Diálogos com o Patrimônio".

Também havia planos de:
- Compor um relatório com avaliações e recomendações de preservação dos prédios históricos tombados pelo estado no município de Belém,
- Iniciar o Censo Cultural do estado do Pará para levantar o patrimônio material e imaterial, com cadastro em meio virtual, e
- Análises nos municípios de Baião, Santarém, Monte Alegre, Alenquer, Óbidos e Oriximiná.

O acervo do DPHAC fica aberto para consulta do público e guarda 4 mil obras, incluindo: livros, folhetos, periódicos, plantas, mapas, artigos de jornais, teses, monografias, fotografias de bens históricos, CDs, DVDs, folderes, informativos e cartazes.